# Catharosoma curitibense
Catharosoma curitibense är en mångfotingart som beskrevs av Christoph D. Schubart 1954. Catharosoma curitibense ingår i släktet Catharosoma och familjen orangeridubbelfotingar. Inga underarter finns listade i Catalogue of Life.